# Idioma adabe

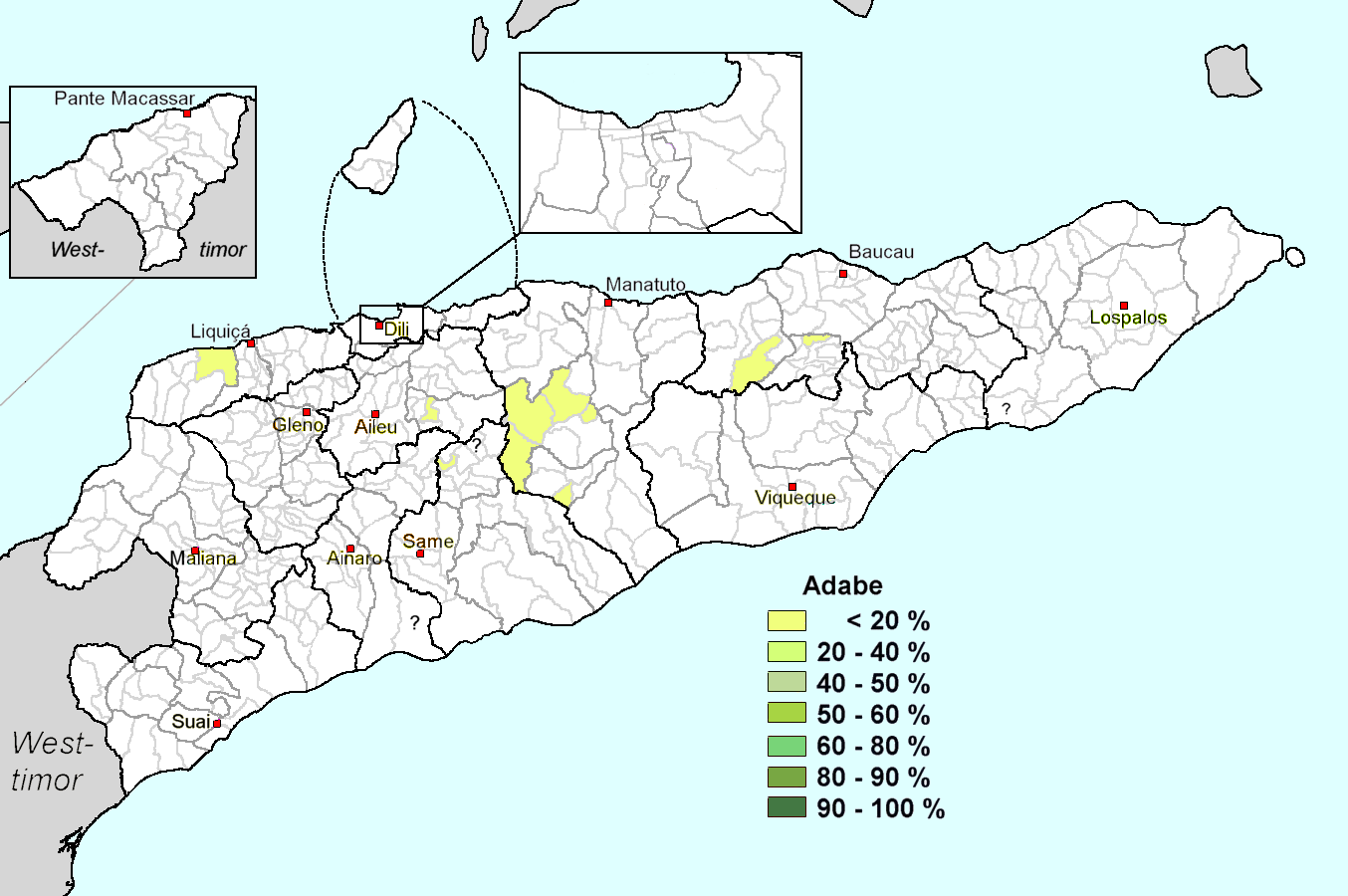
Distribución de los hablantes de adabe de acuerdo con el censo de Timor Oriental de 2010.

El adabe es una lengua papú hablada por unas 1000 personas en Atauro en Timor Oriental, de acuerdo con Ethnologue. De acuerdo con el censo de 2010, 181 personas hablan adabe en la principal isla de Timor Oriental, no en Atauro. El grupo étnico adabe está formado por unas 5000 personas de las cuales solo una parte habla la lengua autóctona del grupo, la mayor parte de ellos usan ahora lenguas austronesias, como el wetarés.